# 藤沢市立大庭小学校
藤沢市立大庭小学校（ふじさわしりつ おおばしょうがっこう）は、神奈川県藤沢市大庭にある公立小学校。
湘南ライフタウン造成により大庭周辺が宅地化したことに伴い、設立される。周辺人口の急増、第二次ベビーブームにより1978年には1500名超の生徒を抱えるようになったが、校舎の増築や周辺地域の小学校新設に伴う学区移設により生徒数は漸減した。2023年4月時点の生徒数は445名。

## 沿革
- 1877年（明治10年） - 泉秋寺境内に大庭学校が耕余塾の分校として設立される。
- 1903年（明治36年） - 明治村立尋常小学校（現在の藤沢市立明治小学校）に合併される。
- 1976年（昭和51年）4月2日 - 開校。
- 1979年（昭和54年）
  - 西側校舎増築工事完了　
  - 4月 - 藤沢市立滝の沢小学校設立。遠藤・堤の２地区に住む486名の生徒が滝の沢小学校に転校する。
- 1980年（昭和55年）
  - 3月
    - 南側校舎増築工事完了
    - 学区内にある駒寄団地にて入居開始。生徒数が1700名を超える。

  - 4月 - 藤沢市立駒寄小学校開校。364名の生徒が駒寄小学校に転校する。
- 1981年 （昭和56年） - 藤沢市立小糸小学校開校。461名の生徒が小糸小学校へ転校する。

## 通学区域
出典
- 大庭
  - 5055番地〜5606番地の一部
- 茅ヶ崎市堤
  - 2〜22
  - 39〜61

## 主な進学先
出典
- 藤沢市立大庭中学校
- 藤沢市立滝の沢中学校

## 所在地
- 神奈川県藤沢市大庭5307-7[1]

## アクセス
- 辻堂駅より、神奈川中央交通バス・大庭小学校より徒歩1分[1]
- 小田急電鉄江ノ島線・善行駅より徒歩で40分